# James Connolly (Langstreckenläufer)
James Connolly (James Joseph Connolly; * 4. Januar 1900 in Woburn; † 30. September 1940) war ein US-amerikanischer Mittel- und Langstreckenläufer.
1920 kam er bei den Olympischen Spielen in Antwerpen über 1500 m ins Finale, erreichte dort aber nicht das Ziel.
Beim Mannschaftsrennen über 3000 m der Olympischen Spiele 1924 in Paris kam er auf den 17. Platz. Obwohl er das Rennen nicht beendete, wurde er wie der Rest des US-Teams mit einer Bronzemedaille ausgezeichnet.

## Persönliche Bestzeiten
- 1500 m: 4:00,2 min, 7. Juni 1924, New York City
- 1 Meile: 4:17,2 min, 23. Juli 1921, Cambridge